# Advanced Photo System

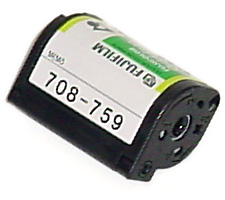
Een Advanced Photo System (IX240)-filmrol (cartridge)

Advanced Photo System (APS) is een filmformaat voor fotografie.
De film is 24 mm breed (normale kleinbeeldfilm is 35 mm breed) en heeft drie beeldformaten:
- H voor "High Definition" (30,2 × 16,7 mm; beeldverhouding 16:9; 4 × 7" (102 × 178 mm) afdruk)
- C voor "Classic" (25,1 × 16,7 mm; beeldverhouding 3:2; 4 × 6" (102 × 152 mm) afdruk)
- P voor "Panorama" (30,2 × 9,5 mm; beeldverhouding 3:1; 4 × 12" (102 × 305 mm) afdruk)

De formaten "C" en "P" worden verkregen door een uitsnede van het "H"-beeld dat bij elke genomen foto wordt vastgelegd. De meeste APS-fotocamera's (met uitzondering van sommige wegwerpcamera's) kunnen foto's nemen in alle drie de formaten. Het gekozen formaat wordt vastgelegd op een magnetische laag of met behulp van vierkantjes die worden belicht naast de foto, afhankelijk van het merk en type camera. De afdrukmachine bepaalt met behulp van deze indicatoren in welk formaat de foto moet worden afgedrukt.
De film kreeg de officiële aanduiding IX 240. IX staat voor Information eXchange en de 240 geeft de breedte aan van 24 mm. De film is gemaakt van polyethyleennaftalaat (PEN) en zit opgeborgen in een plastic cassette van 39 mm hoog met een diameter van 21 mm. Bij de gleuf waar de film uitkomt is de doorsnede 30 mm. De gleuf wordt afgeschermd zodat er geen licht kan binnendringen. Er zijn filmrollen voor 40, 25 of 15 foto's. Het filmoppervlak is voorzien van een transparante magnetische laag waarop informatie over elke belichting (elke foto) wordt bewaard. De camera regelt het doorspoelen en terugspoelen automatisch. Halfvolle rolletjes kunnen uit de camera worden genomen en later worden gebruikt om vol te maken. De status van een rolletje wordt bijgehouden met indicatoren aan de bovenkant. Hiermee kan worden aangegeven of een rolletje leeg is, gebruikt, vol of ontwikkeld.

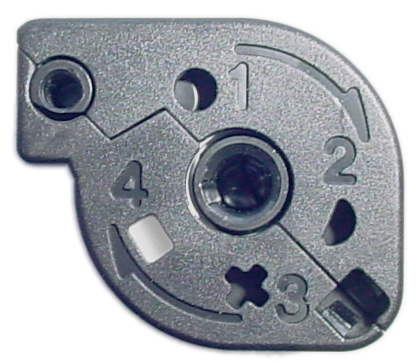
Indicatoren op een APS-cartridge

1. volle cirkel: nog niet gebruikt (onbelicht)
2. halve cirkel: gedeeltelijk gebruikt)
3. plusteken: volledig gebruikt maar nog niet ontwikkeld
4. vierkant: ontwikkeld

Bij ontwikkelde films wordt door de ontwikkelmachine ook een stukje plastic weggeponst van de cassette. Op de foto is dat te zien aan het vakje rechts naast de 3 (het plusteken).
Een ontwikkelde film blijft opgeborgen in de cassette. Elke cassette bevat een zes-cijferige code die ook op de magnetische laag is opgeslagen en ook zichtbaar is op het einde en het begin van het ontwikkelde negatief. Bij sommige ontwikkelcentrales wordt de code ook afgedrukt op de achterkant van een foto of van een foto-overzichtskaart. Deze code is ontworpen voor het gemak van zowel de ontwikkelaar als de klant.
Om het automatisch verwerken van de film te vergemakkelijken, is een uniek DX number opgenomen voor de verschillende types film.

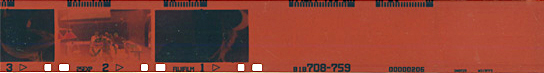
Een IX240-negatiefstrip

Het APS-formaat werd in 1996 geïntroduceerd door Kodak, Agfa, Fujifilm, Nikon, Canon en andere maatschappijen. Het beeldoppervlak van een APS-film is 56% van een 35mm-film. APS wordt voornamelijk gebruikt door amateurs met simpele camera's. Er zijn wel enkele APS-spiegelreflexcamera's ontworpen, zoals van Canon, Minolta en Nikon. Bij Canon kan gebruik worden gemaakt van de bestaande 35mm-objectieven, Minolta en Nikon hebben ervoor gekozen om nieuwe objectievenseries te ontwikkelen. Door gebruik te maken van bestaande objectieven heeft de klant meer keuze door het grotere aanbod. Het voordeel van het ontwikkelen van nieuwe objectieven maakte het mogelijke kleinere en lichtere (qua gewicht) objectieven te maken. Bij het op de markt komen van APS-spiegelreflexcamera's waren deze te prijzig voor de geïnteresseerde fotoamateur. Professionele fotografen bleven trouw aan de vlakfilm- of rolfilmcamera's.

## Het einde
Sinds het begin van de jaren 00 is het moeilijk om aan nieuwe APS-spiegelreflexcamera's te komen. In 2004 heeft Kodak aangekondigd te stoppen met het maken van APS-compactcamera's. Later is ook de productie van APS-films gestopt.

## Trivia
- De afmeting van de beeldsensor ca. 23 × 15 mm in een aantal digitale camera's, zoals spiegelreflexen en systeemcamera's, is ongeveer even groot als het APS C-formaat. De term "APS-C" wordt dan ook weleens gebruikt om deze camera's te onderscheiden van "full-frame"- en compactcamera's.
- De term APS is ook een afkorting van active pixel sensor, waarmee een type CMOS-beeldsensor aangeduid wordt en is niet hetzelfde als APS-C.